# Endokrinologi
Endokrinologi är den medicinska disciplin som intresserar sig för kroppens tillverkning, insöndrande och påverkan av hormoner i kroppen. Ordet endokrinologi kommer av grekiskans ἔνδον, endon, "inuti", κρίνω, krīnō, "att separera" och -λογία, -logia, "lära". En läkare som har genomgått specialistutbildning inom endokrinologi kallas för endokrinolog.
Hormoner är kemiska föreningar vilka som regel tillverkas av hormonkörtlar eller perifera endokrina celler i kroppen, och vilka som regel insöndras i blodet som för dem till sina målceller. Hormonerna för signaler till sina målceller och får dem att agera på olika sätt.
Sambandet mellan endokrinologi och nervsystemet studeras inom neuroendokrinologin, som överlappar endokrinologin. Studier av sambandet mellan psyke och beteende studeras inom psykoneuroendokrinologi.

## Endokrina körtlar, hormoner och sjukdomar
- Hypofys
  - Hypofyshormon
  - Hypofystumör
  - Hypofysinsufficiens
  - Diabetes insipidus
  - SIADH
- Thyroidea
  - Struma
  - Hypertyreos
  - Hypotyreos
  - Thyreodit
  - Sköldkörtelcancer
- Parathyroidea
  - Primär hyperparatyreos
  - Hypoparatyreos
- Binjure
  - Addisons sjukdom
  - Cushings syndrom
  - Primär aldosteronism
  - Sekundär aldosteronism
  - Feokromocytom
  - Diabetes
- Endokrina pankreas
  - Endokrina pankreastumörer
  - Multipel endokrin neoplasi
- Skelettsjukdomar
  - Osteoporos
  - Osteomalaci
  - Övriga skelettsjukdomar
  - Kalciumomsättning